# アズワン・サレハ
ムハマド・アズワン・ビン・ムハマド・サレハ（マレー語: Muhamad Azwan bin Muhamad Saleh、1988年1月6日 - ）は、ブルネイのサッカー選手。ブルネイ代表主将。現在、ブルネイDPMM FCに所属している。ポジションはMFまたはLB。

## クラブ歴
2006年にブルネイDPMM FCでプロとなる。その後、国際サッカー連盟によってブルネイサッカー協会が活動停止処分となると、インデラSCにレンタル移籍した。
2014年にはムハンマド・アズワン・アリ・ラーマンが台頭した関係でより守備的な役割を担う事が増えた。これに関係して背番号7番を彼に譲り、2015年からは6番となった。

## 代表歴
彼は現在のブルネイ代表の主将を務めており、歴代最多出場記録の18試合を保持している。代表初出場となったのはAFCチャレンジカップ2006のスリランカ代表戦であり、この試合は0-1で敗北した。初得点となったのは2008 AFFスズキカップ予選の東ティモール代表戦であった。その後、2012 AFFスズキカップ予選でカンボジア代表からも得点を奪っている。
2007年のハサナル・ボルキア・トロフィーではU-21代表のメンバーとして出場した。また、2011年の東南アジア競技大会にも出場し、U-23代表の一員として戦った。
2018 FIFAワールドカップ・アジア1次予選では主将となり、台湾代表相手に戦った。アウェーでは1-0の勝利を刻んだものの、ホームで0-2の敗北を喫し、2次予選進出はならなかった。

## 個人成績

### 代表
代表での得点一覧
| #  | 日附           | 場所                                           | 対戦相手     | 得点 | 結果 | 大会                     |
| -- | -------------- | ---------------------------------------------- | ------------ | ---- | ---- | ------------------------ |
| 1. | 2008年10月21日 | プノンペン・プノンペン・オリンピックスタジアム | 東ティモール | 3–0  | 4–1  | 2008 AFFスズキカップ予選 |
| 2. | 2012年10月9日  | ヤンゴン・トゥウンナ・スタジアム               | カンボジア   | 3–1  | 3–2  | 2012 AFFスズキカップ予選 |

## タイトル

### クラブ
ブルネイDPMM FC
- Sリーグ: 2015

準優勝: 2012, 2014
- シンガポール・カップ : 2009, 2012, 2014